# قلاء استقلابي
القلاء الاستقلابي هي حالة تنتج عن زيادة تركيز البيكربونات في السائل الخارج خلوي. أو ضياع لشوارد الهيدروجين من الجسم. لا يكون القلاء الاستقلابي شائعاً كالحماض الاستقلابي.

## أسبابه
القلاء الناجم عن إعطاء المدرات (ما عدا مثبطات الكاربونيك انهيداز): تسبب كل المدرات زيادة جريان السائل على طول الأنابيب مؤدية عادةً لزيادة الجريان في الأنابيب الجامعة والبعيدة هذا بدوره يؤدي إلى زيادة عود امتصاص شوارد الصوديوم من أجزاء النفرون هذه ولأن عود امتصاص شوارد الصوديوم هذتا يترافق مع إفراز شاردة الهيدروجين فإن زيادة عود امتصاص الصوديوم تقود أيضاً إلى زيادة في إفراز شاردة الهيدروجين وزيادة في عود امتصاص البيكربونات تؤدي هذه التبدلات بدورها إلى تطور القلاء الذي يتميز بزيادة تركيز البيكربونات في السائل الخارج خلوي.
زيادة الألدوستيرون تسبب قلاء استقلابي: عندما تفرز كميات كبيرة من الألدوستيرون من الغدة الكظرية يتطور قلاء استقلابي معتدل. كما سبق وذكرنا فإن الألدوستيرون يرفع عود امتصاص الصوديوم من الأنابيب الجامعة والبعيدة وفي نفس الوقت يحرض إفراز شاردة الهيدروجين من الخلايا المندخلة  للأنابيب الجامعة يقود هذا الازدياد في إفراز شاردة الهيدروجين إلى زيادة إطراح شوارد الهيدروجين من قبل الكليتين وبالتالي إلى قلاء استقلابي.
إقياء محتويات المعدة يسبب قلاء استقلابياً: يسبب إقياء محتويات المعدة وحدها بدون إقياء المحتويات المعدية المعوية الأدنى في HCl المفرز من قبل مخاطية والمعدة النتيجة النهائية هي ضياع في الحمض من السائل الخارج خلوي وتطور القلاء الاستقلابي يحدث هذا النوع من القلاء بشكل خاص لدى الولدان المصابين بانسداد بوابي ناتج عن فرط تصنع عضلات المعصرة البوابية.
القلاء الاستقلابي الناجم عن تناول أدوية قلوية: إن أحد الأسباب الشائعة للقلاء الاستقلابي هو تناول أدوية قلوية كبيكربونات الصوديوم لمعالجة التهاب المعدة أو القرحة الهضمية.